# Konečné těleso
Konečné těleso (též Galoisovo těleso na počest Évarista Galoise, obvykle značeno {\displaystyle GF(p^{k})}) je v matematice, přesněji v abstraktní algebře, označení pro takové těleso, které má konečný počet prvků.

## Vlastnosti
- Počet prvků konečného tělesa je roven {\displaystyle p^{k}}, kde {\displaystyle p} je prvočíslo a {\displaystyle k} je kladné přirozené číslo.
- Charakteristika tělesa {\displaystyle GF(p^{k})} je rovna právě prvočíslu {\displaystyle p}.
- Konečná tělesa jsou komutativní (Wedderburnova věta).
- Konečná tělesa lze klasifikovat podle velikosti; platí totiž, že až na izomorfismus existuje vždy jen jediné konečné těleso o daném počtu prvků.
- Žádné konečné těleso není algebraicky uzavřené neboť označíme-li prvky konečného tělesa po řadě {\displaystyle a_{1},a_{2},\dots ,a_{k}}, můžeme zkonstruovat mnohočlen{\displaystyle (x-a_{1})(x-a_{2})\cdots (x-a_{k})+1}, který je zřejmě stupně alespoň 1 a přitom žádný z {\displaystyle a_{1},a_{2},\dots ,a_{k}} není jeho kořenem.

## Reprezentace
{\displaystyle GF(p)} jsou celá čísla modulo dané prvočíslo {\displaystyle p} neboli {\displaystyle Z_{p}}. Typická reprezentace Galoisova tělesa {\displaystyle GF(p^{k})} jsou polynomy nad {\displaystyle Z_{p}} modulo definiční polynom stupně {\displaystyle k}. Těleso tímto způsobem dostaneme právě když je definiční polynom ireducibilní.
Ne vždy je x primitivním prvkem tělesa (generátorem multiplikativní grupy). Například pro GF(32) při definičním polynomu x2+1 generuje pouze polovinu prvků a jako generátor je potřeba vzít x+1. Při definičním polynomu x2+x-1 ale x stačí.

## Využití
Konečná tělesa jsou důležitým nástrojem mimo jiné teorie čísel, algebraické geometrie a kryptografie.

### Využití v kódování
V kódování jsou nejčastěji používána {\displaystyle GF(2^{2^{k}})}. V takovém případě je používán izomorfismus mezi číslem dle jeho {\displaystyle 2^{k}} bitového zápisu na polynomy nad bity tak, že bit řádu {\displaystyle \ell } určuje koeficient u {\displaystyle x^{\ell }}.
Pozor, ač jsou při různé volbě definičního polynomu odpovídající tělesa isomorfní, kódování dává různé výsledky v závislosti na volbě definičního polynomu.
Při výpočtech nad {\displaystyle GF(2^{2^{k}})} sčítání odpovídá bitový xor. Pro násobení je nejjednodušší vytvořit si tabulky logaritmů a exponentů primitivního prvku tělesa {\displaystyle \alpha =x} resp. v číselném pohledu {\displaystyle \alpha =2}.
Tabulky logaritmů vytváříme na základě tabulky exponentů. Tabulku exponentů vyplňujeme postupně. Je-li {\displaystyle y} reprezentace {\displaystyle \alpha ^{\ell }}, pak reprezentaci {\displaystyle \alpha ^{\ell +1}} dostaneme buď jako {\displaystyle 2y}, pokud je {\displaystyle 2y<2^{2^{k}}} nebo pomocí xor s číslem odpovídajícím definičnímu polynomu (pokud {\displaystyle 2y\geq 2^{2^{k}}}).
Máme-li jak tabulky logaritmů, tak tabulky mocnin primitivního prvku, můžeme násobení počítat (pro nenulové činitele {\displaystyle a,b}) pomocí {\displaystyle \alpha ^{\log a+\log b}}. Je-li jakýkoli činitel nulový, je samozřejmě i součin nulový.